# Santa (Södra Ilocos)
Santa (Bayan ng Santa) är en kommun i Filippinerna. Kommunen ligger på ön Luzon, och tillhör provinsen Södra Ilocos. Folkmängden uppgår till 13 918 invånare.

## Barangayer
Santa är indelat i 26 barangayer.
| - Ampandula - Banaoang - Basug - Bucalag - Cabangaran - Calungboyan - Casiber - Dammay - Labut Norte - Labut Sur - Mabilbila Sur - Mabilbila Norte - Magsaysay District (Pob.) | - Manueva - Marcos (Pob.) - Nagpanaoan - Namalangan - Oribi - Pasungol - Quezon (Pob.) - Quirino (Pob.) - Rancho - Rizal - Sacuyya Norte - Sacuyya Sur - Tabucolan |